# 燕国

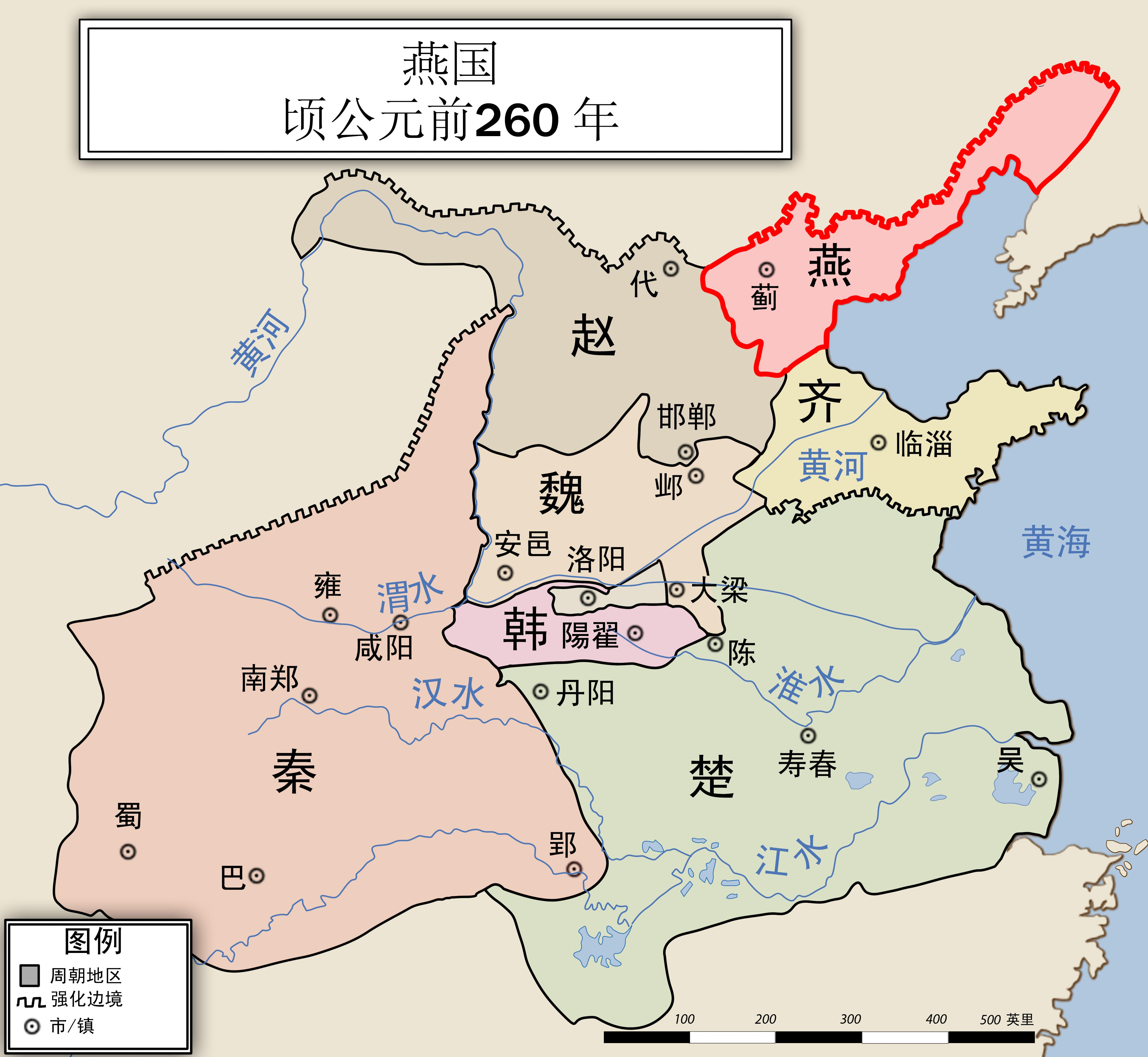

燕國是中國歷史上從公元前11世纪至前222年在今河北北部和遼寧西部存在的一個姬姓诸侯国，原写作匽侯、也作郾国或酀国，為戰国七雄之一，于公元前1044年，由周武王其弟姬奭所建立，公元前316年，齐国趁燕国爆发子之之乱，攻破燕国，但不久后燕国在秦国和赵国的帮助下复国，公元前312年，燕昭王登基，燕国在燕昭王统治期间国力达到鼎盛，疆域扩张至辽西等地，并与秦、韓、趙、魏等国联军于济西之战大胜齐国。但燕昭王死后燕国开始衰落，于公元前222年终被秦国所灭，燕国共传国43王享国约800年。

## 歷史

#### 西周時期

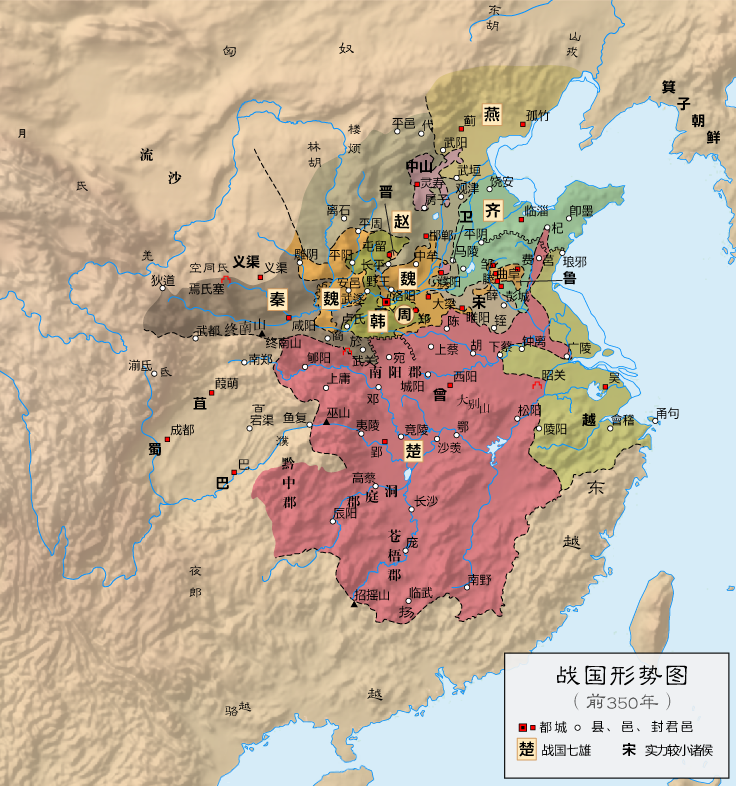
公元前350年燕国的位置及疆域

匽侯建侯由克罍（殷周金文集成987），小臣鼎（殷周金文集成2556）“召公建匽”确定。燕国始封的具体時間，在西周初年武王克殷至周成王親政之間，封宗室召公于燕，由召公長子克為燕國國君，並向冀北、遼西一带擴張，消滅了薊國、孤竹等。

#### 春秋時期
燕國自建國以後與中原諸侯來往甚少，文化較中原落後，前7世紀時，山戎先後南下攻伐鄭、燕、齊等國，結果燕桓侯時被迫遷都臨易以躲避山戎的侵擾。燕莊公時山戎對燕國大規模侵略，莊公不敵，向齊國求援。齐桓公为救燕出兵伐山戎，“北伐山戎，刜令支，斩孤竹而南归”，齐桓公在伐山戎时，同时把孤竹、令支、無終等国也灭了。
燕惠公（《左傳》作燕簡公）時，燕國發生政治危機，惠公欲重用下層官吏以取代「諸大夫」，遭到了上層貴族的反對，惠公不得不逃往齊國避難。諸大夫擁立新君燕悼公，並對要復立惠公的齊、晉聯軍採分化瓦解的策略，使得齊國承認了燕國擁立新君的現狀。

### 崛起
戰國初年，各國紛紛進行改革，唯獨燕國在變法改革方面默無聲息，處於緩慢發展的狀態。而齊國為了向北擴張，不斷進攻燕國，前380年，齊奪取了燕的桑丘。前373年，燕在林營（林狐）擊敗齊。前355年，齊国侵掠燕國易水之地。燕在韓、趙、魏三国的及時支援下，多次擊退齊軍，阻止了齊国的野心。北方有來自東胡的威脅，此時對東胡採取防禦為主的戰略。

### 鼎盛

鸟形青铜匜，1952年唐山贾各庄出土。

#### 燕噲讓國
前323年，燕國参加了公孫衍發起的韓、魏、趙、燕、中山「五國相王」活動，燕國在此年稱王。兩年後，易王卒，兒子噲繼位。
前318年，燕王噲在位第三年作出了一個驚世駭俗的決定，將燕王的君位「禪讓」給相國子之，並把三百石以上高官的璽印全部收回，交由子之任命。換言之，子之全面執掌了燕國軍政大權。此舉引起了太子平等舊貴族的不服，前314年與將軍市被起兵攻擊子之，但事敗死於亂軍之中，這場內亂導致燕國人心渙散且嚴重削弱國力。齊宣王趁機伐燕，將軍匡章率軍在50天內攻破燕國，燕王噲和子之被殺。同時中山國也趁機出兵攻佔了燕國部分領土。由于匡章不约束属下，纵容齐军在燕国烧杀淫掠，燕人群起驱逐齐军，秦、赵等国为防止齐国坐大，亦屯集重兵于燕赵边境。不久，秦国为削弱齐国的实力，在丹阳及濮水沿线与齐国展开交战，由于宋康王连夜撤军致使齐军侧翼暴露，齐国大败，主力精锐尽失，被迫放棄對燕国的佔領，燕国得以复国。此时趙國主導將在韓為人質的公子職以兵護送至燕國，是為燕昭王。

#### 招賢納士

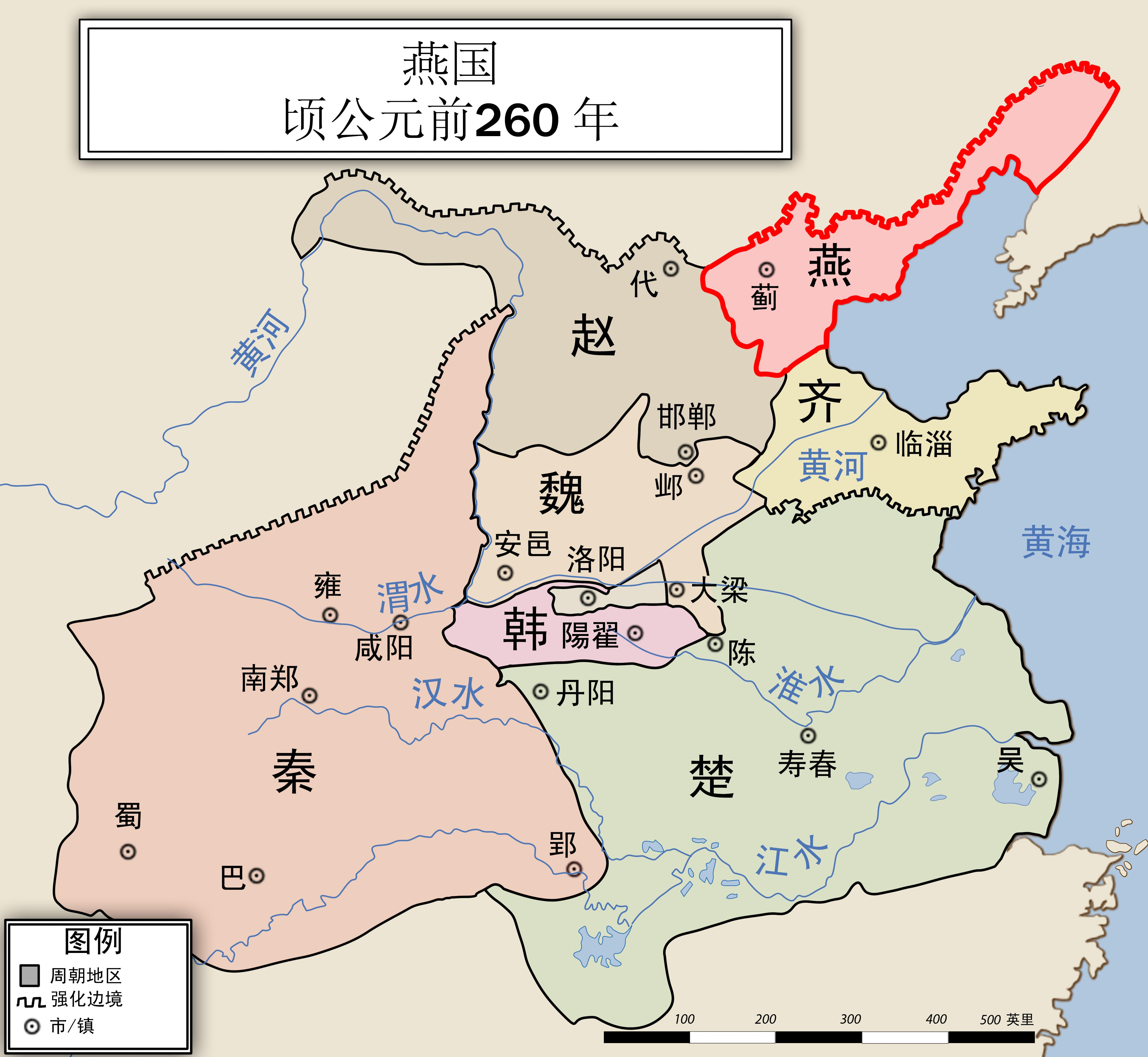
前260年的燕國

昭王即位後勵精圖治，決心興復燕國，報仇雪恥。採納郭隗的建議，招賢納士。拜郭隗為師，給以優厚待遇，「卑身厚幣以招賢者」，築黃金臺，「千金買骨」，結果各國士人「爭趨燕」。燕國很快的集中了一大批各方面的人才。其中最著名的有三位：剧辛、樂毅、鄒衍。
昭王「吊死問孤，與百姓同甘苦」，後期又以樂毅為亞卿主持國政，經過二十八年勵精圖治，原本弱小的燕國成為一時之強。

#### 聯軍破齊
昭王及後派蘇秦出使齊國，首先說服齊宣王歸還前人趁燕國內亂攻下的十座城池，然後鼓動齊國攻打宋國，離間齊趙兩國的關係，並在趙武靈王、魏襄王、楚懐王、韓襄王這些大國王侯之間進行外交遊說。
前286年，齊國滅宋國，引起各國震動，各國頻繁相會，推動了反齊聯盟的建立。前284年，昭王拜樂毅為上將軍，之後傾國之兵連同秦、韓、趙、魏等五國軍力伐齊，獲得大勝，五年內連下齊國70餘城，報了當年齊國入侵燕國之仇。此役後，齊國疆土只剩聊、莒（今山東日照市莒縣）、即墨三城。

#### 伐朝鮮、東胡
燕昭王時，有燕將秦開，在胡人地區作為燕國的人質，胡人很信任他。秦開歸國後，起兵襲擊東胡及朝鮮，「東胡卻千餘里」、取朝鮮“地二千餘里，至滿番汗爲界”，結果大大開拓了燕國的疆域，遼東及遼西地區成為燕國版圖，而燕國亦隨即開始修築北長城。北長城西端起自造陽（今河北省張家口市宣化縣東北），向東到達襄平（今遼寧省遼陽市北面）。

### 衰弱

#### 伐齊功虧一簣
前279年，燕昭王死，太子燕惠王即位。燕惠王為太子時，就与樂毅不合。齊国即墨守将田單知道燕国君臣相疑，利用這点施反間計，燕惠王中計以騎劫代替樂毅，樂毅担心被殺，便逃亡趙国。
騎劫平庸無能，並無軍事才能，他代替樂毅為将，造成了燕国軍心動摇。田單則故意誘使騎劫犯錯誤，以激励齊軍的士氣。前279年田單以火牛陣一戰大敗燕軍，騎劫為齊军所殺，燕軍望風而逃，齊軍很快就收復了失陷的70餘城，趁勢復国。
前272年，燕国統治集團内部鬥争，燕惠王為燕相公孫操所殺，並立惠王子燕武成王為傀儡。招致了列国諸侯的聲討和攻伐。

#### 燕趙戰争
在燕武成王、孝王、王喜三代，為迎合秦国之意或乘趙国危難之機，不断挑起与趙国的争端。前265年，秦國乘趙国国君新旧交替，政局不穩之際，連取三城，燕与秦南北夹攻，齊国派相国田單率軍救趙。齊軍西拒秦軍之後，又率趙、齊聯軍對燕国進行報復，占領了燕地中陽（中人，今唐縣）。前259年，燕國趁趙國在長平之戰大敗之際，誘使趙北部的武垣令傅豹、王容、蘇射率眾投入燕國。燕王喜時，在前251年、前245年分別派遣栗腹、劇辛攻趙，被趙国打敗，趙軍反擊並包圍燕都，燕国被迫割地求和。前236年，赵再次率軍伐燕，攻取狸、陽城。結果燕国屡屡戰败，使處于衰落進程的燕国更加衰弱不堪。秦国則以救燕為名，不断出兵攻占趙地。

### 覆滅
前230年，秦國滅了韓國。前228年，秦國占領了趙國都城邯鄲，逼近燕國，燕國成了下一個進攻的目標。對此，燕國統治集團採取了兩個對策：一是謀刺秦王；二是與趙殘餘勢力代王嘉聯合拒秦。燕太子丹年輕時在秦國作人質。逃回燕国後太子丹找到一位叫荊軻的刺客。前227年，太子丹送荊軻和他的13歲助手秦舞陽到燕城（今河北易縣）易水之畔。荊軻唱道：“風蕭蕭兮易水寒，壯士一去兮不復還。”之後荊軻刺秦王嬴政未遂。這一事件給了秦國一個進攻燕國的借口。
同年，秦王下令大將王翦、辛勝率軍大舉攻燕，燕、代聯軍于易水之西大敗，秦軍占領了燕國的大半。前226年，秦軍攻破燕都薊城，燕王喜及太子丹率精兵退守遼東，秦將李信率軍尾追。燕王殺太子丹，献首級以求和，秦在燕故地設漁陽郡、右北平郡、遼西郡。第二年，又設上谷郡、廣陽郡。
前222年，秦再遣王賁攻燕遼東，燕軍戰败，燕王喜被俘，燕國滅亡。秦軍回師攻代，代王嘉被俘。燕遼東故地和代地被秦分別設為遼東郡和代郡。

## 疆域
西周初年燕国封域的具体情況不詳，據琉璃河遺址挖掘出的銘器銘文可知，最初統領有六邦的土地和民眾。在西周、春秋不断向冀北和遼西發展，消滅了薊國、韓國，方国部族孤竹、令支、無終等等。
戰国初期燕国的疆域大約包括今河北省的北部和今山西省的東北一角。東北和東胡交界，西和中山、趙接界，南邊靠海，並和齊接界。燕昭王時，随著国力的強大，疆域也大為拓展。占領了中山北境一带，今唐县、望都一線成為燕国的南境。燕将秦開東擊箕子朝鮮與東胡，拓地二千餘里，直到遼東和朝鮮半島北部的滿番江（今朝鮮清川江）為界，並一度占有齊國大部分的領土（除了莒和即墨两城）。《戰国策·燕策一·蘇秦将為從北説燕文公》記載：燕国“東有朝鲜、遼東，北有林胡、楼煩，西有雲中、九原，南有呼陀，易水”。置有上谷、漁陽、右北平、遼西、遼東五郡。

## 政治制度
由於燕國歷史遠久，且其流傳下來的文獻相當匱乏，只能大略敘述其大致。

### 官僚機構
在中央官職方面，燕侯之下的官僚機構，重要的是將和相，分別主管文武之事。春秋戰國之時，官分文武是各國官僚組織的重要特點，而官分文武無疑有利於國君進一步將權力集中於上。
相，是文官系統的首腦。曾任燕相的有：子之（燕王噲時）、公孫操（燕惠王時）、栗腹（燕王喜時）。
將，又稱“將軍”，是武官的首腦，見于傳世文獻的有：市被、秦開。將軍中又有“上將軍”，樂毅曾任此官；戰國時的上將軍，地位相當於春秋時的元帥。其他見於文獻的武官還有“司馬”。
爵秩方面，燕國的爵秩等級大致分為卿和大夫兩級。卿有上卿和亞卿之分，大夫有長大夫、上大夫、中大夫、五大夫等。
俸祿方面，燕國採用的以是“石”計祿。南宋呂祖謙《大事記》云：「以石計祿，始見於此。」十升為一斗，十斗為一石，每石重一百二十斤。
戰國時期的燕國，其地方行政組織一如他國，也實行郡縣制。一般是採郡、縣兩級制。見於燕國的郡有5個：上谷、漁陽、右北平、遼西、遼東。
郡的行政長官是“守”，都是由武官來充任的；縣的行政長官是“令”，下設丞、尉等；在縣之下，還有鄉、里、聚（村落）或連、閭等基層組織。由官印還可獲知，燕國在地方設有“司徒”、“司馬”、“司工”、“丞”等等。

### 封君制度
在戰國時代，各國普遍地建立了以郡統縣的地方行政機構，實行中央集權，用以代替過去貴族按等級佔有土地進行統治的制度；但又設置了封君制，這在一定程度上維護著新的貴族特權。
下表列出見諸先秦史籍的燕國封君：
| 封君   | 人名   | 國籍     | 受封年代   | 受封原因       | 封號來源     | 文獻出處                                                       |
| ------ | ------ | -------- | ---------- | -------------- | ------------ | -------------------------------------------------------------- |
| 襄安君 |        | 疑燕王族 | 燕昭王時   | 出齊外交使者   | 以功德為封號 | 《戰國策·趙策四》 《戰國縱橫家書》之四《蘇秦自齊獻書于燕王章》 |
| 武安君 | 蘇秦   | 周朝     | 燕昭王時   | 以間諜身份入齊 | 以功德為封號 | 《戰國策·燕策》 《戰國縱橫家書》 《史記·蘇秦列傳》             |
| 昌國君 | 樂毅   | 中山國   | 燕昭王時   | 伐齊戰爭獲勝   | 以地名為封號 | 《戰國策·燕策二》 《史記·樂毅列傳》                            |
| 昌國君 | 樂閒   | 中山國   | 燕惠王時   | 世襲           | 同上         | 同上                                                           |
| 成安君 | 公孫操 |          | 燕惠王時   | 任燕相邦       | 以功德為封號 | 《史記·燕世家》索隱 《趙世家》                                 |
| 高陽君 | 榮蚠   | 宋國     | 燕武成王時 |                | 以地名為封號 | 《戰國策·趙策四》 《史記·六國年表》、《燕世家》、《趙世家》    |

### 軍事
燕國的兵制，由於年代久遠及文獻匱乏，已不可考。
燕國其重要的軍事據點：令疵塞（今河北省遷安市西）、居庸塞（今北京市昌平区西北居庸關），主要防備東胡。武陽城（今河北省易縣東南），處於燕長城的西北端，主要防備齊、趙兩國。
燕有帶甲數十萬，車七百乘，騎六千匹（《戰國策·燕策一》策士所造蘇秦語）。

## 經濟
燕國燕山以南以農業為主，以北以牧業為主，燕山地区和冀東地区同時兼有農業和牧業。大至東部沿海有漁鹽之利，北部出産馬牛羊，南部盛産黍稻粟菽，山地有銅鉄礦冶，經濟部門比較齊全。鐵農工具在各地普遍地使用。
水利工程，在幽州南界有督亢澤、督亢陌，在北京永定河流域有陶井，在燕南長城有易水堤防，在燕下都有運糧河。
燕国在冶金手工業中主要的是冶鐵手工業和青銅手工業。戰国時燕国冶鐵手工業有了飛躍的進步，不僅生産工具用鐵制作，戰争的武器也已逐漸改用鐵制成，同時青銅手工業的冶鑄技術也達到了相当高的水準。

## 城市
由于商業、手工業的發展，城市也空前繁榮起来。燕昭王時期，燕国的都城形成了“三都”体制，即上都薊城、中都（今北京市房山区竇店以西）和下都武陽城。
除都城之外，燕国的一般城市也獲得了不同程度的發展，如襄平（燕遼東郡治所，在今遼寧省遼陽市舊城區）。

## 人物

### 公室、封君
- 燕太子平，燕王噲子（《燕世家》）
- 襄安君，燕王族（趙策四》）
- 武安君蘇秦（《蘇秦列傳》）
- 昌國君樂毅（《樂毅列傳》）
- 昌國君樂閒，樂毅子（《樂毅列傳》）
- 成安君公孫操（《趙世家》）
- 高陽君榮蚠（《燕世家》）
- 燕太子丹，燕王喜子（《燕世家》）

### 諸臣
- 高止，本齊人
- 盧蒲嫳，本齊人
- 鹿毛壽（《燕世家》）
- 市被（《燕世家》）
- 郭隗（《燕世家》）
- 鄒衍（《燕世家》）
- 宮他（《燕策一》）
- 傅豹、王容、蘇射，本趙人（《趙世家》）

### 將領
- 樂乘，後降趙（《燕世家》）
- 栗腹（《燕世家》）
- 劇辛（《燕世家》）
- 騎劫（《燕世家》）
- 爰秦，又作慶秦（《燕世家》）
- 秦開（《魏略》）
- 樊於期，本秦人（《刺客列傳》）

### 謀臣
- 蘇代，蘇秦兄（《蘇秦列傳》）
- 蘇厲，蘇秦兄（《蘇秦列傳》）
- 陳翠
- 將渠（《燕世家》）
- 鞠武，太子傅（《刺客列傳》）
- 蔡鳥
- 莊子儀

### 刺客
- 蓋聶
- 荊軻（《刺客列傳》）
- 秦舞陽（《刺客列傳》）

### 女性
- 燕文夫人，秦惠王女，嫁燕文公（《蘇秦列傳》）
- 燕易王后，秦女（《戰國策·燕策》）
- 燕武成后，趙惠文王女，嫁燕武成王（《趙世家》孝成王元年）

### 其他
- 趙奢
- 田光，燕處士（《刺客列傳》）
- 高漸離（《刺客列傳》）

## 君主列表
此表主要以《史記·燕世家》為主，依據楊寬《戰國史》、彭華《燕國史稿》、吳鎮峰《金文人名匯編》及白光琦《先秦年代探略》修改補充。
|              | 稱號                                                             | 國君本名        | 在位年數                     | 在位年份                                                               | 出身与關係          | 資料出處 |
| ------------ | ---------------------------------------------------------------- | --------------- | ---------------------------- | ---------------------------------------------------------------------- | ------------------- | --- |
|              | 召康公                                                           | 奭              | 78（今本竹書紀年）           | 周武王元年－周康王二十四年                                             | 周王族人            | 《史記·燕世家》、《今本竹書紀年》 |
| 1            | 燕侯克                                                           | 克              |                              |                                                                        | 召康公長子          | 彭華《燕国史稿》 |
| 2            | 燕侯旨                                                           | 旨              |                              | ？ - 周昭王初年                                                        | 燕侯克三弟          | 彭華《燕国史稿》 吳鎮峰《金文人名匯編》 |
| 3            | 燕侯舞                                                           | 舞              |                              |                                                                        | 燕侯旨子            | 彭華《燕国史稿》 |
| 4            | 燕侯憲                                                           | 憲              |                              |                                                                        | 燕侯舞子 一說是召伯 | 彭華《燕国史稿》 |
| 5            | 燕侯和                                                           | 和              |                              |                                                                        | 燕侯憲子 一說是召伯 | 彭華《燕国史稿》 |
| 中隔數世不明 |                                                                  |                 |                              |                                                                        |                     | |
|              | 燕伯聖                                                           | 聖              |                              | 西周晚期                                                               |                     | 吳鎮峰《金文人名匯編》 |
| 中隔數世不明 |                                                                  |                 |                              |                                                                        |                     | |
| 10           | 燕惠侯                                                           |                 | 38                           | 前864年－前827年                                                       | 召康公九世孫        | 《史記·燕世家》 |
| 11           | 燕侯                                                             | 莊              | 36                           | 前826年－前791年                                                       | 燕惠侯子            | 《史記·燕世家》及《十二諸侯年表》 |
| 12           | 燕頃侯                                                           |                 | 24                           | 前790年－前767年                                                       | 燕釐侯子              | 《史記·燕世家》 |
| 13           | 燕哀侯                                                           |                 | 2                            | 前766年－前765年                                                       | 燕頃侯子            | 《史記·燕世家》 |
| 14           | 燕鄭侯                                                           | 索隱認為名鄭    | 36                           | 前764年－前729年                                                       | 燕哀侯子            | 《史記·燕世家》 |
| 15           | 燕穆侯                                                           |                 | 18                           | 前728年－前711年                                                       | 燕鄭侯子            | 《史記·燕世家》 |
| 16           | 燕宣侯                                                           |                 | 13                           | 前710年－前698年                                                       | 燕繆侯子            | 《史記·燕世家》 |
| 17           | 燕桓侯                                                           |                 | 7                            | 前697年－前691年                                                       | 《世家》言燕宣侯子  | 《史記·燕世家》 |
| 18           | 燕莊公                                                           |                 | 33                           | 前690年－前658年                                                       | 《世家》言燕桓侯子  | 《史記·燕世家》 |
| 19           | 燕襄公                                                           |                 | 40                           | 前657年－前618年                                                       | 《世家》言燕莊公子  | 《史記·燕世家》 |
| 20           | 燕桓公                                                           |                 | 16                           | 前617年－前602年                                                       |                     | 《史記·燕世家》 |
| 21           | 燕宣公                                                           |                 | 15                           | 前601年－前587年                                                       |                     | 《史記·燕世家》 |
| 22           | 燕昭公                                                           |                 | 13                           | 前586年－前574年                                                       |                     | 《史記·燕世家》 |
| 23           | 燕武公                                                           |                 | 19                           | 前573年－前555年                                                       |                     | 《史記·燕世家》 |
| 24           | 燕文公                                                           |                 | 6                            | 前554年－前549年                                                       |                     | 《史記·燕世家》 |
| 25           | 燕懿公                                                           |                 | 4                            | 前548年－前545年                                                       |                     | 《史記·燕世家》 |
| 26           | 燕惠公 《左傳》作燕簡公                                          | 款              | 9                            | 前544年－前536年                                                       | 《世家》言燕懿公子  | 《史記·燕世家》 《左傳·昭公三年》 |
| 27           | 燕悼公                                                           |                 | 7                            | 前535年－前529年                                                       |                     | 《史記·燕世家》 |
| 28           | 燕共公                                                           |                 | 5                            | 前528年－前524年                                                       |                     | 《史記·燕世家》 |
| 29           | 燕平公                                                           |                 | 18                           | 前523年－前505年                                                       |                     | 《史記·燕世家》 |
| 30           | 燕簡公                                                           |                 | 12                           | 前504年－前493年                                                       |                     | 《史記·燕世家》 |
| 31           | 燕孝公 《漢書》作燕考公                                          | 《漢書》名桓    | 38（楊） 15（史記）          | 前492年－前455年（楊） 前464年－前450年（史記）                        |                     | 《史記·燕世家》及索隱引《紀年》 楊寬《戰國史》 《漢書·古今人表》                                                                               |
| 32           | 燕成公                                                           | 載              | 16                           | 前454年－前439年（楊） 前449年－前434年（史記）                        |                     | 《史記·燕世家》及索隱引《竹書紀年》 楊寬《戰國史》 吳鎮峰《金文人名匯編》                                                                      |
| 33           | 燕閔公 舊作燕湣公                                                |                 | 24（楊） 31（史記）          | 前438年－前415年（楊） 前433年－前403年（史記）                        |                     | 《史記·燕世家》及索隱引《紀年》 楊寬《戰國史》                                                                                                 |
| 34           | 燕簡公 舊作燕釐公                                                | 《紀年》名載    | 42（楊） 45（白） 30（史記） | 前414年－前373年（楊） 前414年－前370年（白） 前402年－前373年（史記） |                     | 《史記·燕世家》及索隱引《紀年》 楊寬《戰國史》 白光琦《先秦年代探略》                                                                          |
| 35           | 燕桓公                                                           |                 | 11                           | 前372年－前362年（史記、楊） 前369年－前359年（白）                    |                     | 《史記·燕世家》 楊寬《戰國史》 白光琦《先秦年代探略》                                                                                          |
| 36           | 燕文公 白光琦謂即銘文的匽侯脮                                    |                 | 29                           | 前361年－前333年（史記、楊） 前358年－前330年（白）                    |                     | 《史記·燕世家》 楊寬《戰國史》 白光琦《先秦年代探略》                                                                                          |
| 37           | 燕易王 吳鎮峰謂即銘文的匽侯脮 白光琦謂與燕王噲為同一人           |                 | 12（史記） 13（白）          | 前332年－前321年（史記、楊） 前329年－前317年（白）                    | 燕文公子            | 《史記·燕世家》 楊寬《戰國史》 吳鎮峰《金文人名匯編》 白光琦《先秦年代探略》                                                                   |
| 38           | 燕王噲 吳鎮峰謂即銘文的匽王言(上吅下言) 白光琦謂與燕易王為同一人 | 噲              | 3（楊） 9（史記）            | 前320年－前318年（楊） 前320年－前312年（史記）                        | 燕易王子            | 《史記·燕世家》 楊寬《戰國史》 吳鎮峰《金文人名匯編》 白光琦《先秦年代探略》                                                                   |
|              | 子之                                                             | 子之            | 4 6（楊） 3（白）            | 前317年－前314年 前317年－前312年（楊） 前316年－前314年（白）         | 燕王哙大臣          | 楊寬《戰國史料編年輯證》 白光琦《先秦年代探略》                                                                                                |
| 39           | 燕昭王 銘文作匽王職                                              | 職 舊誤作太子平 | 35 33（史記、楊、白）        | 前313年－前279年 前313年－前279年（楊、史記） 前313年－前281年（白）   | 燕國公子            | 《史記·燕世家》及索隱 《趙世家》 楊寬《戰國史》 吳鎮峰《金文人名匯編》 白光琦《先秦年代探略》                                                  |
| 40           | 燕惠王                                                           | 戎人            | 8（楊） 7（史記） 11（白）   | 前278年－前271年（楊） 前278年－前272年（史記） 前280年－前270年（白） | 燕昭王子            | 《史記·燕世家》及索隱 《趙世家》 楊寬《戰國史》 吳鎮峰《金文人名匯編》 白光琦《先秦年代探略》 李學勤、鄭紹宗《論河北近年出土的戰國有銘青銅器》 |
| 41           | 燕武成王                                                         | 讙              | 14（史記、楊） 12（白）      | 前271年－前258年（史記、楊） 前269年－前258年（白）                    | 徐廣說是燕惠王子    | 《史記·燕世家》 楊寬《戰國史》 吳鎮峰《金文人名匯編》 白光琦《先秦年代探略》 張振謙《新見燕王讙兵器考證兩則》                                  |
| 42           | 燕孝王                                                           | 遇              | 3                            | 前257年－前255年                                                       | 燕武成王子          | 《史記·燕世家》 張振謙《新見燕王讙兵器考證兩則》                                                                                               |
| 43           | 燕王喜 銘文作匽王喜                                              | 喜              | 33                           | 前254年－前222年                                                       | 燕孝王子            | 《史記·燕世家》 吳鎮峰《金文人名匯編》 |

- 註：孝公、成公、閔公、簡公、王噲、惠王在位年從楊寬說。
- 註：易王、武成王在位年從舊說。
- 註：子之在位年，元年從楊寬說，卒年從白光琦說。
- 昭王在位年，元年從白光琦說，卒年從舊說。

## 参見
- 戰国歷史年表
- 戰國戰役列表

## 延伸阅读
[在维基数据编辑]
 《史記/卷034》，出自司馬遷《史記》